# Lale Andersen
Lale Andersen (født Liese-Lotte Helene Berta Bunnenberg; 23. marts 1905 i Bremerhaven i det Tyske Kejserrige – 29 august 1972 i Wien i Østrig) var en tysk skuespiller og sanger, Bunnenberg gik på skuespillerskole ved Deutsches Theater i Berlin, og arbejdede siden i Zürich 1933-37 og ved Kabarett der Komiker i Berlin som sanger 1938-42. Her mødte hun Norbert Schultze der havde skrevet musik til sangen Lili Marleen der havde tekst af Hans Liep. Hun indspillede sangen i Berliner Sportpalast i 1939. Efter at sangen i 1941 blev spillet i den tyske soldaterradio i det besatte Jugoslavien, Soldatensender Belgrad, der kunne modtages overalt i Europa, blev den et stort hit, eller med den tids sprogbrug en schlager, på begge sider af fronten. Sangen faldt imidlertid ikke i det officielle nazistyres smag, og propagandaminister Joseph Goebbels forbød i en periode, at den blev spillet i radioen ligesom Bunnenberg, der i sin tid i Zürich havde mødt og omgåedes flere jødiske skuespillere, fik forbud mod at optræde i en periode. 
Efter krigen var der stille omkring Bunnenberg, men hun fik et comeback i 1952, og hun deltog i Eurovision Song Contest 1961 med sangen "Einmal sehen wir uns wieder". Bunnenberg fortsatte sin karriere indtil hun i 1967 trak sig tilbage. Hun døde i Wien i 1972, men ligger begravet på den tyske vadehavsø Langeoog, hvor hun boede i en årrække.
Hun udgav en selvbiografi i 1972, Der Himmel hat viele Farben.